# Сантана, Серхио
Се́рхио Санта́на (исп. Sergio Alejandro Santana Piedra; род. 10 августа 1979 в штате Рио-Гранде, Сакатекас) — мексиканский футболист, нападающий. Наиболее известен по выступлениям в 2000-е годы в клубах «Пачука», «Гвадалахара» и «Монтеррей».

## Биография
Серхио Сантана начал профессиональную карьеру в «Пачуке» в сезоне 1999/2000. Первый матч в мексиканской Примере он провёл 7 мая 2000 года против «Толуки». За 5 лет в составе «Пачуки» Сантана выиграл 2 чемпионата Мексики и Кубок чемпионов КОНКАКАФ в 2002 году.
Следующий продолжительный этап карьеры Сантаны связан с «Гвадалахарой» — вместе с этим клубом футболист выиграл свой третий чемпионский титул. Однако в Апертуре 2006 года Серхио в основном лишь выходил на замену, поскольку в атаке у «Гвадалахары» подобралось очень мощное трио — Адольфо Баутиста, Омар Браво и Альберто Медина.
В декабре 2008 года Сантана перешёл в «Толуку» и проведя в ней лишь полсезона, вновь сменил команду, присоединившись к «Монтеррею» летом 2009 года. В составе «Монтеррея» Газель дважды выигрывал первенство Мексики, а также во второй раз в карьере выиграл Лигу чемпионов КОНКАКАФ.
В 2012 году Сантана выступал за «Атлас» — впервые в карьере он не сумел забить за новую команду ни одного мяча в Примере. В декабре 2012 года стало известно о переходе Сантаны с 2013 года в «Монаркас Морелию», которая борется за выживание в Высшем дивизионе.
С 2004 по 2008 год Сантана выступал за сборную Мексики. В 2004 году он отметился четырьмя забитыми голами — 6 октября в ворота сборной Сент-Винсента и Гренадин (7:0), также он забил три гола в двух матчах против сборной Сент-Киттс и Невиса 13 и 17 ноября. Матчи в рамках отборочного турнира к чемпионату мира 2006 года закончились со счётом 5:0 и 8:0 соответственно. В последнем своём матче за сборную 11 марта 2009 года Сантана забил в ворота сборной Боливии. Товарищеская игра завершилась победой мексиканцев со счётом 5:1.

## Титулы и достижения
- Чемпион Мексики (5): 2001 (Зима), 2003 (Апертура), 2006 (А), 2009 (А), 2010 (А)
- Победитель Кубка/Лиги чемпионов КОНКАКАФ (2): 2002, 2010/11
- Победитель мексиканской Интер-Лиги (1): 2010